# Pimpla sordidella
Pimpla sordidella är en stekelart som beskrevs av Holmgren 1868. Pimpla sordidella ingår i släktet Pimpla och familjen brokparasitsteklar. Inga underarter finns listade i Catalogue of Life.